# IC 1939
IC 1939 је ознака објекта на координатама са ректансцензијом 3h 27m 45,0s и деклинацијом - 51° 4" 18'. Открио га је Делајл Стјуарт, 14. октобра 1898. Каснијим посматрањима на том положају није уочен никакав астрономски објекат.